# Llebre del Japó
La llebre del Japó (Lepus brachyurus) és una espècie de llebre que viu al Japó, la Xina, Corea i Rússia.